# 계남중학교 (전북)
계남중학교(溪南中學校)는 대한민국 전북특별자치도 장수군 계남면 화양리에 있는 공립 중학교이다.

## 학교 연혁
- 1980년 1월 24일 : 계남중학교 9학급 설립 인가
- 1980년 3월 5일 : 개교
- 1996년 3월 1일 : 3학급 편성 인가
- 2023년 3월 1일 : 제17대 양경용 교장 부임
- 2024년 1월 5일 : 제42회 졸업 (졸업생 7명, 총 1,914명)
- 2024년 3월 4일 : 입학 (신입생 4명)

## 참고 자료
- 계남중학교 - 한국교육학술정보원 학교알리미